# Zmajevo oko (jezero)
Zmajevo oko jezerce je eliptičnog oblika. Smješteno je na poluotoku Gradini u Rogoznici nasuprot uvali Soline u kojoj se nalazi poznata marina Frapa. Zbog takvog se oblika naziva Zmajevo oko. Ispunjeno je slanom vodom i duboko usječeno u stijene obrasle makijom i nižim raslinjem. S morem je povezano špiljom čiji se otvor može vidjeti na površini vode. Špilja se naziva Zmajevo uho te je veća i dublja od samog jezera.

## Legende o jezeru
Uz jezero se vežu brojne priče i legende. Jedna legenda kaže da je jezero nastalo kad je na njegovu danjašnjemu mjestu pao meteorit što se ˝potvrđuje˝ njegovim pravinim oblikom. Druga od njih je i priča o braći od kojih je jedan bio slijep. Dijeleći nasljedstvo zdravi je brat prevario slijepog, a ovaj ga je prokleo riječima: “ako nisi pravedno podijelio, neka se sve pretvori u jezero“.  Neki tvrde da je na dnu jezera svemirska letjelica. Međutim, u jezeru koje se ponekad pijeni i ključa, živio je i zmaj. Ovaj rogoznički zmaj, kaže lokalna predaja, bio je nemilosrdan – naplaćivao je krvavi danak, svake godine uzimao je naljepšu djevojku i najdeblju ovcu. Postoji i druga priča. Zmaj Murin, vanbračni sin Here i Posejdona,iz svojih je dvora na otoku Velika Smokvica vladao polisom Herakleja. Štitio je stanovnike od osvajača i pljačkaša, a oni su mu svake godine, na najduži dan, morali dati naljepšu djevojku za ženu. Nijedna nesretnica nije preživjela prvu bračnu noć. Legenda kaže da se jednog dana, na krilatom konju Pegazu, pojavio heroj Aristoles, praunuk argonauta Jasona. Zaljubio se u djevojku koja je sutradan trebala biti nevjesta strašnome zmaju. Mladi je junak izazvao Zmaja na dvoboj i kopljem, koji je uz pomoć Hefesta i mjesečeve prašine iskovala moćna božica Atena, smrtno ranio neman. Umirući, Murin je kandžama iskopao vlastite oči. Jedno je oko bacio daleko iza Mljeta, a drugo mu je samo iskliznulo pod noge i istopilo kamen. U kamenu udubinu slilo se more i nastalo je jezero, znakovita imena Zmajevo oko. Prema toj legendi o zmaju Murinu ako se dvoje zaljubljenih okupa u Zmajevom oku bit će jedno drugom vjerni do kraja života, a njihov će brak biti blagoslovljen vječnom ljubavlju i zdravom djecom.

## Neobična pojava u jezeru
Sve priče i legende o jezeru vežu se za objašnjenje neobične pojave u jezeru kojase događa svakih nekoliiko godina. Tada jezero napuštaju njegovi stanovnici (ribe, meduze, kornjače i druge morske živoinje) i kroz prolaz odlaze prema moru. Jezero se zamuti, a kada se nakon nekog vremena ponovno pročisti, morske se životinje ponovno vraćaju u jezero i nastavljaju tamo živjeti do sljedeće takve pojave.
U znanstvenom smislu Zmajevo oko svojevrstan je hidrološki i geomorfološki fenomen jer se u njemu događaju intenzivni biokemijski procesi, pa ga možemo smatrati prirodnim bioreaktorom.